# 슈고 다이묘
슈고 다이묘(일본어: 守護大名)는 일본 역사상의 개념으로, 군사·경찰권뿐만 아니라 경제적 권리도 획득하여, 한 구니 안에서 일원적인 지배를 강화하는데 성공한 무로마치 시대의 수호를 가리킨다. 오닌의 난 이후 15세기 말에서 16세기 초 사이에 일부는 센고쿠 다이묘화 하고, 일부는 몰락하였다.

## 개요
막부에서 직접 임명된 다이묘로서 무로마치(室町) 막부는 가마쿠라 막부의 전례를 답습하여 일본 전국에 가신들을 지방 군주인 슈고직에 임명, 일본을 통치했다. 오닌(應仁)의 난(亂) 이후 아시카가(足利) 정권의 권위가 땅에 떨어지자 쇼군이 직접 임명한 슈고들의 힘 역시 약해졌으며, 유력한 신흥 세력이 막부에서 임명된 슈고 다이묘들을 내쫓고 스스로 다이묘(大名) 자리에 오르는 데 이를 따로 센고쿠(戰國) 다이묘(大名)라고 부른다. 오다 노부나가(織田信長)로 유명한 오다씨는 대표적인 센고쿠 다이묘로, 슈고 다이묘였던 자신의 주군, 시바 씨(斯波氏)를 몰아내고 스스로 다이묘 자리에 올랐다.

## 슈고 다이묘 일람
- 고후쿠지(興福寺) - 야마토
- 하타케야마씨(畠山氏) - 가와치·노토·엣추·기이·야마시로
- 호소카와씨(細川氏) - 이즈미·셋쓰·단바·빗추·아와지·아와·사누키·이요·도사
- 아카마쓰씨(赤松氏) - 셋쓰·하리마·미마사카·비젠
- 닛키씨(仁木氏) - 이가
- 야마나씨(山名氏) - 단고·다지마·이나바·호키·이와미·빈고·아키·하리마·미마사카
- 잇시키씨(一色氏) - 이세·미카와·와카사·단고·시마
- 가타바타케씨(北畠氏) - 남 이세
- 도키씨(土岐氏) - 미노·이세
- 시바씨(斯波氏) - 오와리·도토미·에치젠·와카사·엣추·가가·시나노
- 이마가와씨(今川氏) - 스루가·도토미

- 다테씨(伊達氏) - 무쓰
- 다케다씨(武田氏) - 가이·와카사·아키
- 오가사와라씨(小笠原氏) - 시나노
- 우에스기씨(上杉氏) - 사가미·이즈·가즈사·무사시·시모쓰케·에치고
- 사타케씨(佐竹氏) - 히타치
- 롯카쿠씨(六角氏) - 남 오미
- 교고쿠씨(京極氏) - 북 오미·히다·이즈모·이키
- 우쓰노미야씨(宇都宮氏) - 시모츠케
- 오야마씨(小山氏) - 시모쓰케
- 지바씨(千葉氏) - 시모우사
- 도가시씨(富樫氏) - 가가

- 오우치씨(大内氏) - 이와미·아키·스오·나가토·지쿠젠·부젠
- 고노씨(河野氏) - 이요
- 시부카와씨(渋川氏) - 히젠
- 오토모씨(大友氏) - 분고·부젠·지쿠고
- 쇼니씨(少弐氏) - 지쿠젠·히젠·부젠
- 아소씨(阿蘇氏) - 히고
- 기쿠치씨(菊池氏) - 히고
- 시마즈씨(島津氏) - 사쓰마·휴가·오스미
- 소씨(宗氏) - 쓰시마